# Jonathan Espericueta
Jorge Jonathan Espericueta Escamilla (ur. 9 sierpnia 1994 w Monterrey) – meksykański piłkarz pochodzenia hiszpańskiego występujący na pozycji środkowego pomocnika.

## Początki
Espericueta urodził się w Monterrey, stolicy stanu Nuevo León, zaś wychowywał się w miejscowości General Escobedo, będącą częścią aglomeracji tego miasta. Jest drugim z czworga dzieci Jorge Alberto Espericuety i Juany Teresy Escamilla, posiada trójkę rodzeństwa – siostry Alejandrę i Litzy oraz brata Giovanniego. Pochodzi z ubogiej rodziny; jego ojciec i większość krewnych prowadzili stragan z tacos na targu. Posiada również obywatelstwo hiszpańskie ze względu na pochodzenie swojego ojca – jego nazwisko jest charakterystyczne dla narodowości baskijskiej, jednak ojciec zawodnika przyznał, iż z racji wczesnej straty obu rodziców posiada szczątkową wiedzę na temat historii swoich przodków. Jego kuzyn i rówieśnik Carlos Jair Zacarías także był piłkarzem, występował w juniorskiej reprezentacji kraju. Espericueta uczęszczał do szkoły średniej Preparatoria Abierta w Escobedo.
Grę w piłkę Espericueta rozpoczynał już jako czterolatek, a niedługo potem dołączył do lokalnej amatorskiej drużyny o nazwie Los Pumas, zlokalizowanej w swojej rodzinnej dzielnicy Lomas de Escobedo. Tam w wieku dziewięciu lat wygrał swój pierwszy turniej trampkarzy, będąc wyróżniającym się piłkarzem. Zaraz potem zaczął ubiegać się o przyjęcie do akademii juniorskiej klubu Tigres UANL z siedzibą w Monterrey, któremu kibicowała cała jego rodzina. Mimo początkowego negatywnego werdyktu szkoleniowców – uznali zawodnika za zbyt młodego i wątłego fizycznie – pozwolono mu odbyć trening z ekipą dwunastolatków, podczas którego okazało się, że mimo różnicy trzech lat znacznie przewyższa on starszych graczy umiejętnościami i dojrzałością w grze. Dzięki temu wyjątkowo pozwolono niespełniającemu wymogów wiekowych piłkarzowi na dołączenie do Tigres.
W ciągu kolejnych lat Espericueta występował w barwach Tigres w lidze meksykańskiej do lat siedemnastu (23 mecze/6 goli), do lat dwudziestu (79 meczów/28 goli), a także w rezerwach klubu – czwartoligowym Tigres SD (20 meczów/8 goli) i trzecioligowych Cachorros UANL/Tigres Premier (28 meczów/7 goli). Regularnie był powoływany do juniorskich reprezentacji Meksyku, zaś jego idolami piłkarskimi byli Walter Gaitán i Ronaldinho. W 2011 roku, po udanym występie na juniorskich mistrzostwach świata, jego zatrudnieniem było zainteresowanych kilka europejskich klubów; między innymi Athletic Bilbao czy PSV Eindhoven. Przedstawiciele holenderskiego zespołu zaprosili go na trzymiesięczne testy do Eindhoven, jednak sam piłkarz odrzucił propozycję, chcąc się skoncentrować na przygotowaniach z reprezentacją.

## Kariera klubowa
Po zdobyciu juniorskiego mistrzostwa świata Espericueta – w przeciwieństwie do większości kolegów z kadry – decyzją trenera Ricardo Ferrettiego nie został włączony do pierwszego zespołu, lecz pozostał w drużynie Tigres do lat siedemnastu. Szkoleniowiec argumentował swój wybór zbyt niskim wiekiem zawodnika, lecz jego decyzja odbiła się szerokim echem w meksykańskim środowisku piłkarskim, wywołując pod adresem Ferrettiego krytykę ze strony znanych osobistości. Selekcjoner juniorskiej reprezentacji Raúl Gutiérrez w ostrych słowach oskarżył wówczas trenera o blokowanie możliwości rozwoju utalentowanego gracza, zaś kapitan Tigres – Lucas Lobos – uznał, iż zawodnik jest już gotowy na debiut w lidze. Kilka dni później piłkarz otrzymał ofertę kontraktu od czołowego klubu w kraju – Chivas de Guadalajara, którą jednak odrzucił, decydując się na pozostanie w Tigres. Przenosinom zawodnika zaprzeczył także prezydent klubu – Alejandro Rodríguez.
Na początku września 2011 Espericueta zanotował pierwszy występ w seniorskiej drużynie Tigres, w towarzyskim meczu z FC Dallas (1:2) podczas przerwy na spotkania reprezentacji. Po raz pierwszy w kadrze na oficjalny mecz znalazł się 25 stycznia 2012, kiedy to przesiedział na ławce całe spotkanie z chilijskim Uniónem Española (0:1) w ramach rundy wstępnej Copa Libertadores. W marcu tego samego roku doznał kontuzji kości śródstopia, w wyniku której musiał pauzować przez dwa miesiące. Wciąż występował wyłącznie w młodzieżowej lidze meksykańskiej, choć mimo to legendarny gracz Tigres – Gerónimo Barbadillo – zasugerował, iż w przypadku włączenia do pierwszego zespołu zawodnik powinien otrzymać zastrzeżony przez klub numer 7 na koszulce, przed laty należący właśnie do Barbadillo.
W pierwszej drużynie Espericueta zadebiutował 18 września 2012 w zremisowanym 1:1 wyjazdowym spotkaniu z nikaraguańskim Realem Estelí na Estadio Independencia w ramach fazy grupowej Ligi Mistrzów CONCACAF. Pojawił się wówczas na placu gry w 70. minucie, zmieniając Abrahama Stringela i w doliczonym czasie gry strzelił bramkę wyrównującą. Bezpośrednio po meczu trener Ferretti przyznał jednak, że gracz wciąż nie jest jeszcze przygotowany na regularne występy w seniorskim składzie i podtrzymał decyzję o pozostawieniu go w ekipie młodzieżowej. W grudniu 2012 zainteresowany wypożyczeniem zawodnika był czołowy kostarykański klub LD Alajuelense, lecz ostatecznie do przenosin nie doszło. Kilka miesięcy później udany występ Espericuety na młodzieżowych mistrzostwach świata zaowocował natomiast zainteresowaniem ze strony Manchesteru United (gdzie miał go polecić rodak występujący wówczas w tym klubie – Javier Hernández) i FC Barcelony, jednak mimo zaawansowanych rozmów z zarządem Tigres transferu dziewiętnastolatka nie udało się zrealizować. Jednocześnie gracz zaczął regularniej trenować z pierwszym zespołem, notując kilka występów w rozgrywkach pucharu Meksyku (Copa MX).
W styczniu 2014 Espericueta został zgłoszony przez Tigres do rozgrywek ligowych (z numerem 32), lecz jeszcze w tym samym miesiącu ogłoszono jego transfer do hiszpańskiego Villarrealu CF. Zawodnik przeniósł się do zespołu na zasadzie rocznego wypożyczenia bez opcji pierwokupu, dołączając do rezerw klubu, grających w trzeciej lidze. W Segunda División B zadebiutował 22 lutego 2014 w przegranym 0:1 spotkaniu z Espanyolem B, natomiast jedynego gola strzelił 26 kwietnia tego samego roku w wygranej 1:0 konfrontacji z Badaloną. Ogółem w rezerwach Villarrealu występował do grudnia bez większych sukcesów – zanotował dziewięć występów (z czego tylko jeden w wyjściowym składzie).
Po powrocie do Tigres sytuacja Espericuety uległa niewielkiej poprawie, gdyż mimo ciągłych występów w drużynie do lat dwudziestu otrzymał od trenera Ferrettiego kilka okazji do gry w pierwszym zespole. W kwietniu 2015 wystąpił w wyjazdowej konfrontacji z peruwiańskim Juan Aurich w ramach fazy grupowej Copa Libertadores (5:4), kiedy to po wejściu z ławki strzelił gola i zanotował dwie asysty. Był to jego jedyny występ w tej edycji południowoamerykańskich rozgrywek, podczas której Tigres dotarli do finału. Zadebiutował również w Liga MX, 9 maja 2015 zmieniając Dietera Villalpando w 65. minucie zremisowanego 0:0 spotkania z Tolucą. W jesiennym sezonie Apertura 2015 wywalczył z Tigres tytuł mistrza Meksyku, notując jednak tylko jeden występ; znacznie regularniej występował w rezerwach klubu, z którymi równocześnie wygrał rozgrywki trzeciej ligi meksykańskiej. W 2016 roku dotarł natomiast do finału najbardziej prestiżowych rozgrywek kontynentu – Ligi Mistrzów CONCACAF.

## Kariera reprezentacyjna
Swoje występy w meksykańskiej kadrze narodowej Espericueta rozpoczynał razem ze swoim kuzynem Carlosem Zacaríasem od kategorii wiekowej do lat piętnastu, prowadzonej przez Jesúsa Ramíreza. W czerwcu 2011 został powołany przez szkoleniowca Raúla Gutiérreza do reprezentacji Meksyku U-17 na Mistrzostwa Świata U-17 w Meksyku. Tam był filarem swojego zespołu, pozostając reżyserem akcji ofensywnych meksykańskiej drużyny; wystąpił we wszystkich siedmiu spotkaniach w pełnym wymiarze czasowym i strzelił dwa gole – w fazie grupowej z Kongiem (2:1) i w półfinale z Niemcami (3:2), kiedy to zdobył bramkę bezpośrednio dośrodkowaniem z rzutu rożnego (był to pierwszy taki przypadek w historii juniorskiego mundialu). Meksykanie, pełniący wówczas rolę gospodarzy, zdobyli tytuł juniorskich mistrzów świata, pokonując w finale Urugwaj (2:0) na Estadio Azteca. Espericueta znalazł się natomiast w gronie najlepszych piłkarzy turnieju, imponując techniką, kreatywnością i wykonywaniem stałych fragmentów gry, dzięki czemu otrzymał Srebrną Piłkę w plebiscycie FIFA.
W lutym 2013 Espericueta znalazł się w ogłoszonym przez trenera Sergio Almaguera składzie reprezentacji Meksyku U-20 na Mistrzostwa Ameryki Północnej U-20. Tam rozegrał jednak tylko trzy z pięciu możliwych meczów (z czego jeden w wyjściowym składzie) i strzelił gola z rzutu karnego w wygranym po dogrywce finale z USA (3:1), dzięki czemu jego kadra, będąca gospodarzem turnieju, okazała się triumfatorem. Trzy miesiące później wziął udział w prestiżowym towarzyskim Turnieju w Tulonie, gdzie z kolei wystąpił w trzech z czterech meczów (w dwóch w pierwszej jedenastce), zajmując ze swoją ekipą trzecie miejsce w grupie, niepremiowane awansem do fazy pucharowej. W czerwcu 2013 został powołany na Mistrzostwa Świata U-20 w Turcji. Tam jako kluczowy zawodnik linii pomocy rozegrał wszystkie cztery spotkania od pierwszej do ostatniej minuty i strzelił gola bezpośrednio z rzutu wolnego w konfrontacji fazy grupowej z Grecją (1:2), natomiast jego udane występy zaowocowały zainteresowaniem ze strony europejskich klubów. Meksykanie odpadli ostatecznie z młodzieżowego mundialu w 1/8 finału, ulegając w nim Hiszpanii (1:2).
W maju 2014 Espericueta został powołany przez Raúla Gutiérreza do olimpijskiej reprezentacji Meksyku U-23 na kolejny Turniej w Tulonie. Podczas tych rozgrywek, identycznie jak przed rokiem, rozegrał trzy z czterech możliwych spotkań (dwa w pierwszym składzie), a meksykański zespół uplasował się na trzeciej lokacie w grupie. Sześć miesięcy później znalazł się w składzie na Igrzyska Ameryki Środkowej i Karaibów w Veracruz, gdzie był podstawowym pomocnikiem swojej drużyny i wystąpił we wszystkich możliwych pięciu spotkaniach w wyjściowym składzie, wpisując się na listę strzelców w fazie grupowej z Hondurasem (5:2). Meksykanie, będący wówczas gospodarzami igrzysk, wywalczyli natomiast złoty medal na męskim turnieju piłkarskim po pokonaniu w finale Wenezueli (4:1). W maju 2015 po raz trzeci z rzędu wziął udział w Turnieju w Tulonie, notując trzy występy (dwa w wyjściowym składzie) i ponownie zajmując z kadrą Gutiérreza trzecie miejsce. Dwa miesiące później został powołany na Igrzyska Panamerykańskie w Toronto, gdzie pełnił rolę kluczowego zawodnika swojego zespołu, rozgrywając wszystkie pięć meczów w pełnym wymiarze czasowym i strzelił gola w konfrontacji fazy grupowej z Trynidadem i Tobago (4:2), zaś jego zespół dotarł ostatecznie do finału, w którym przegrał z Urugwajem (0:1) i tym samym zdobył srebrny medal igrzysk.

## Statystyki kariery

### Klubowe
| UANL         | 2012–2013 | Meksyk    | Liga MX            | 0  | 0 | —— | —— | LM      | 2  | 1  | 2  | 1 |
| UANL         | 2013–2014 | Meksyk    | Liga MX            | 0  | 0 | 5  | 0  | ——      | —— | —— | 5  | 0 |
| Villarreal B | 2013–2014 | Hiszpania | Segunda División B | 7  | 1 | —— | —— | ——      | —— | —— | 7  | 1 |
| Villarreal B | 2014–2015 | Hiszpania | Segunda División B | 2  | 0 | —— | —— | ——      | —— | —— | 2  | 0 |
| UANL         | 2014–2015 | Meksyk    | Liga MX            | 1  | 0 | —— | —— | CL      | 1  | 1  | 2  | 1 |
| UANL         | 2015–2016 | Meksyk    | Liga MX            | 2  | 0 | —— | —— | LM      | 2  | 0  | 4  | 0 |
| Meksyk       | Meksyk    | Meksyk    | Meksyk             | 3  | 0 | 5  | 0  | LM + CL | 5  | 2  | 13 | 2 |
| Hiszpania    | Hiszpania | Hiszpania | Hiszpania          | 9  | 1 | —— | —— | ——      | —— | —— | 9  | 1 |
| Ogółem       | Ogółem    | Ogółem    | Ogółem             | 12 | 1 | 5  | 0  | CL + LM | 5  | 2  | 22 | 3 |

Stan na 1 lipca 2016.
Legenda:
- LM – Liga Mistrzów CONCACAF
- CL – Copa Libertadores

## Styl gry
Espericueta jest lewonożnym, kreatywnym zawodnikiem środka pola, obdarzonym ponadprzeciętną techniką i zdolnością czytania gry. Podobnie jak Nuri Şahin czy Luka Modrić, jest określany jako zawodnik dyrygujący zespołem i robiący różnicę będąc ustawionym bardziej w głębi pola, czującym się bardziej komfortowo w linii pomocy, niż bliżej formacji ataku. Dysponuje precyzyjnym strzałem z dystansu i przerzutem piłki, charakteryzowany jest jako zawodnik "wykrywający luki w formacji rywala tam, gdzie nie dostrzega ich przeciętny widz". Świetnie wykonuje stałe fragmenty gry, przechodzi przez niego większość akcji ofensywnych zawiązywanych przez jego zespół. Dziennikarz Roberto Testas określił go jako gracza, który "gdziekolwiek kieruje wzrok, potrafi precyzyjnie posłać piłkę", dysponującego "złotą lewą nogą". Publicysta Axel Torres charakteryzuje go jako "architekta dynamiki gry", najlepiej prezentującego swoje atuty jako bardziej ofensywnie grający zawodnik w duecie środkowych pomocników.